# Льопка Роман Юрійович
Рома́н Ю́рійович Льо́пка (нар. 26 січня 1997, Первомайськ, Миколаївська область, Україна) — український футболіст, воротар львівських «Карпат».

## Життєпис
Роман Льопка народився 26 січня 1997 року в місті Первомайську Миколаївської області. У ДЮФЛ виступав із 2010 по 2013 рік у складі УОР (Сімферополь), а 2014 року — у складі «Зірки».
15 листопада 2014 року в матчі Першої ліги чемпіонату України проти «Полтави» дебютував у складі головної команди клубу. Крім того у 2014 році відіграв 2 поєдинки у складі аматорської «Зірки-2» (Кіровоград). Загалом зіграв за кропивничан 11 ігор у чемпіонаті, з них 3 поєдинки, у яких пропустив 2 м'ячі, у Прем'єр-лізі. 18 березня 2017 року дебютував в українській Прем'єр-лізі, вийшовши у стартовому складі у виїзному матчі проти полтавської «Ворскли». Перший матч у вищому дивізіоні відстояв на «нуль».
Після розформування «Зірки» Льопка перейшов до друголігової «Ниви» (Вінниця), де не був основним воротарем, зігравши за сезон 2018/19 лише 3 матчі. Також запасним воротарем Льопка був і у наступному клубі, «Інгульці», за який грав лише в матчах Кубка України (3 матчі, 1 пропущений).
Влітку 2020 року на базі «Гірника» був відновлений клуб «Кривбас», у першу заявку якого був включений і Льопка.